# Králova pila a mlýn
Králova pila a mlýn v Milesimově u Všeradova v okrese Chrudim je roubený přízemní vodní mlýn na spodní vodu s přistavěnou pilou, který stojí na řece Chrudimka. Je chráněn jako nemovitá kulturní památka České republiky.

## Historie
Mlýn je poprvé zmíněn roku 1651 za mlynáře Jana Kumpána. V roce 1745 měl přestavěnou mlýnici. Roku 1924 v něm bylo zavedeno umělecké složení, postavena mlecí stolice a původní obyčejné složení převzalo funkci šrotovníku.

## Popis
Na návodní straně (svah do vody) má mlýnice lomenici s malovaným okřídlím. Sedlovou střechu kryjí od přestavby roku 1945 pálené tašky. Nad štítem je střecha ukončena kabřincem se záklopovým prknem datovaným rokem 1745 a iniciálami WK (Vít Kumpan). Fasáda zděné obytné části je členěna pilastry, průčelí má ozdobené výklenkem pro plastiku. Okna jsou v průčelí o třech osách a k zápraží o dvou osách; mají šestitabulkové členění. Mlýn a obytnou část doplňují hospodářské objekty - stodola, chlév a zemní sklep.
Voda na vodní kolo vedla náhonem od jezu přes rezervoární nádrž; po průchodu pod vodními koly odcházela struhou zpět do řečiště. V roce 1930 jsou uváděna 2 kola na spodní vodu (průtok 0,4 m³/s, spád 1,65 m, výkon 4,4 + 4,8 k, prům. 408 cm).

## Pila
Ke mlýnu přistavěná jednoduchá pila (jednuška) tvoří přístavek podél mlýnice. Pila měla archaickou konstrukci - dřevěný posun, vozík a setrvačník, dřevěný pastorek na pohon pily od vodního kola a jeho hřídel byly počátkem 20. století vyměněny za kovové.
Většinou se pily stavěly dále od mlýna nebo na protějším břehu, aby na budovy mlýna nepůsobily vibrace při jejich provozu. Zdejší pila přistavěná ke zdi mlýnice způsobila za 148 let svého provozu (1796–1944) pokles návodní stěny i s roubením o 50 cm.

## Okolí mlýna
Kolem mlýna vede naučná stezka „Krajem Chrudimky“ k blízkému Veselému Kopci.